# باتريسيا بويل
باتريسيا بويل (بالإنجليزية: Patricia J. Boyle)‏ هي قاضية ومحامية أمريكية، ولدت في 31 مارس 1937 في ديترويت في الولايات المتحدة، وتوفيت في 13 يناير 2014 في فلوريدا في الولايات المتحدة بسبب فشل تنفسي.